# Podnemić
Podnemić (kyrillisch: Поднемић) ist ein Dorf im Westen Serbiens, nahe der Grenze zu Bosnien und Herzegowina.

## Dorfname
Podnemić bedeutet im deutschen „Unter dem Nemić“. Der Name leitet sich davon ab, dass das Dorf am Fuße des Berges Nemić liegt. Einer der Dorfweiler trägt den Namen Bjele Vode (Weißwasser).

## Geographie und Bevölkerung

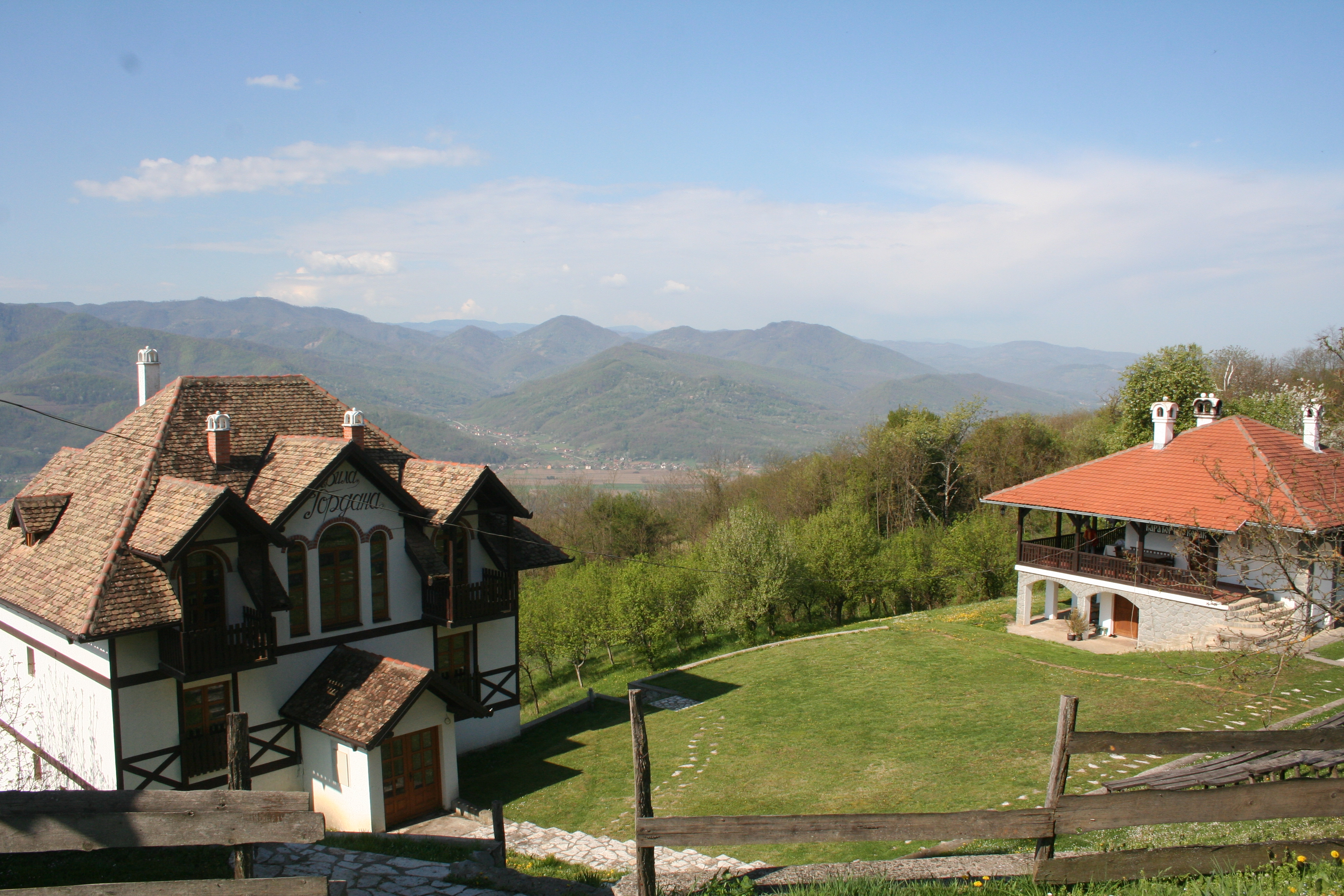
Blick auf einen Teil des Etno-Komplexes und die umliegende Landschaft von Podnemić

Das Dorf liegt in der Opština Ljubovija, im Okrug Mačva. Der Ort hatte bei der letzten  Volkszählung von 2011 367 Einwohner, während es 2002 420 Einwohner waren. Nach den letzten drei Bevölkerungsstatistiken fällt die Einwohnerzahl weiter. Die Bevölkerung stellen zu 100 %  Serben. Podnemić besteht aus 142 Haushalten.
Das Dorf liegt am Ufer des Flusses Drina, der hier die Grenze zum westlichen Nachbarland Bosnien und Herzegowina bildet. Podnemić liegt südlich der Gemeindehauptstadt Ljubovija.

### Demographie
| Jahr | Einwohnerzahl |
| ---- | ------------- |
| 1948 | 766           |
| 1953 | 786           |
| 1961 | 706           |
| 1971 | 588           |
| 1981 | 492           |
| 1991 | 448           |
| 2002 | 420           |
| 2011 | 367           |

## Religion
Die Bevölkerung im Ort bekennt sich zur Serbisch-orthodoxen Kirche. Im zum Dorf Podnemić gehörendem Weiler Bjele Vode steht das 2005 gegründete Serbisch-orthodoxe Dreifaltigkeitskloster.

## Sehenswürdigkeiten
Ebenfalls im Weiler Bjele Vode gegenüber dem Dreifaltigkeitskloster entsteht seit dem Jahre 2000 der Etno-Komplex Ognjište. Er verfügt unter anderem über einen künstlich angelegten See, Restaurants, Häuser mit Übernachtungsmöglichkeiten im traditionellen Baustil der Region und Aussichtspunkte.  

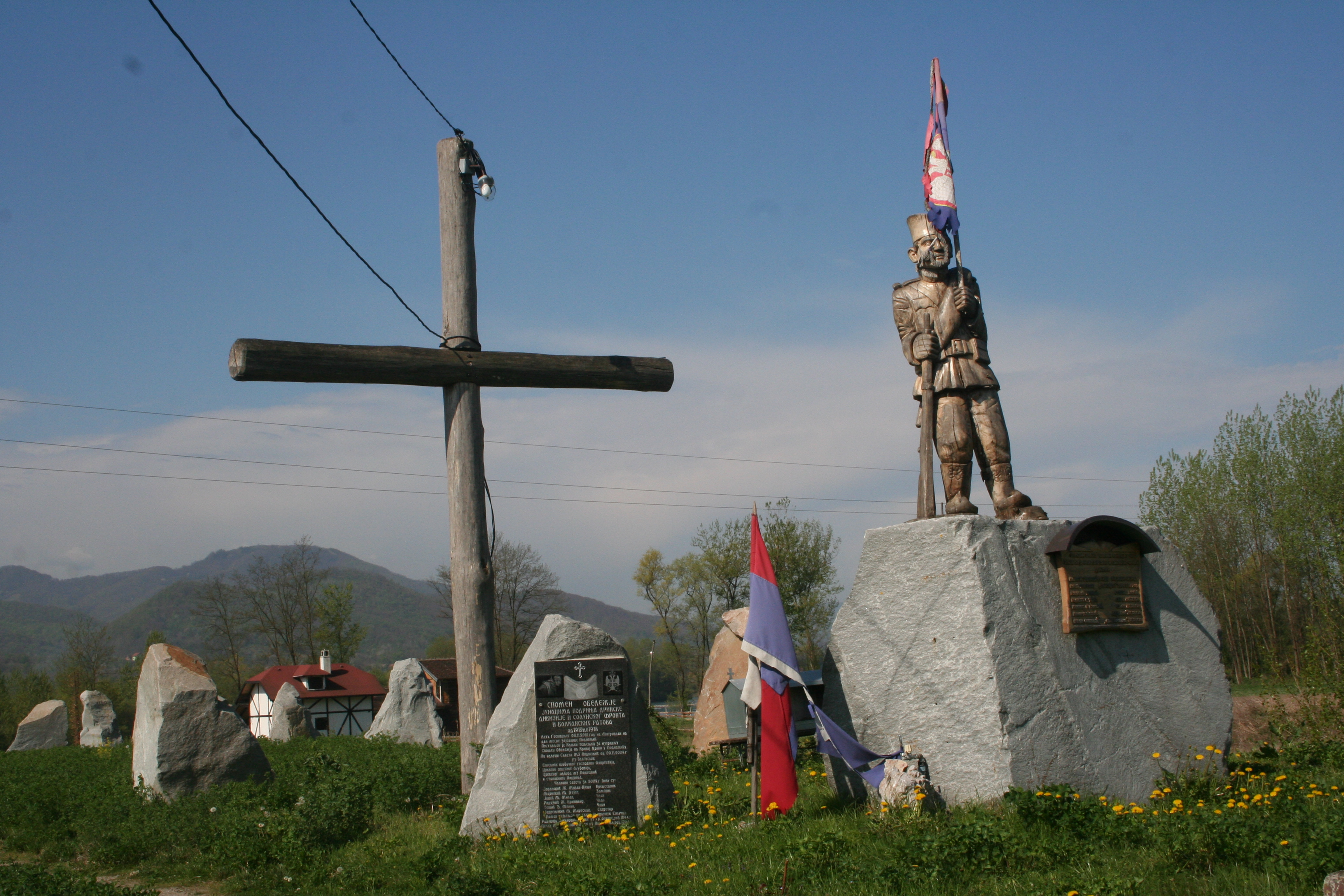
Die Gedenkstätte für die serbischen Soldaten an der Kriva Drina

Erbauer dieses Komplexes und Ktitor (Stifter) des Dreifaltigkeitsklosters ist der aus Podnemić stammende Geschäftsmann Karađorđe Ristanović mit seiner Familie. 
Auf der Lokalität Kriva Drina (Krumme Drina) im Dorf, direkt am Fluss Drina gelegen und auf der Straße, die Ljubovija mit der Stadt Bajina Bašta verbindet, wurde 2009 durch die lokale Gemeinschaft von Podnemić (MZ Podnemić) und mit dem Segen des Bischofs der Eparchie Šabac Lavrentije (Trifunović) ein Gedenkkomplex bzw. eine Gedenkstätte für die serbischen Soldaten aus dem Podrinje, der Drina-Division, der Balkankriege, der Salonikifront und des gesamten Ersten Weltkriegs erbaut. 

## Belege
- Knjiga 9, Stanovništvo, uporedni pregled broja stanovnika 1948, 1953, 1961, 1971, 1981, 1991, 2002, podaci po naseljima, Republički zavod za statistiku, Beograd, maj 2004, ISBN 86-84433-14-9
- Knjiga 1, Stanovništvo, nacionalna ili etnička pripadnost, podaci po naseljima, Republički zavod za statistiku, Beograd, Februar 2003, ISBN 86-84433-00-9
- Knjiga 2, Stanovništvo, pol i starost, podaci po naseljima, Republički zavod za statistiku, Beograd, Februar 2003, ISBN 86-84433-01-7